# Хуайская армия
Хуайская армия (淮軍), названная в честь реки Хуай — сухопутная армия, союзная династии Цин, созданной для сдерживания восстания тайпинов в 1862 году. Её также называли Аньхойской армией, потому что она базировалась в провинции Аньхой. Это помогло восстановить стабильность династии Цин. В отличие от традиционной Армии Зелёного Стандарта или сил Восьми Знамён Цин, Хуайская армия в основном представляла собой ополчение, основанное на личной, а не институциональной лояльности. Он был вооружён как традиционным, так и современным оружием. Ли Хунчжан, командующий Сянской армией, создал Хуайскую армию в октябре 1861 года. Она пришла на смену армии Сян Цзэн Гофаня. На смену самой Хуайской армии пришли Новая армия и Бэйянская армия, которые были созданы в конце XIX века.

## Основание
Прежде чем вернуть Аньцин в конце 1861 года, Цзэн Гофань приказал своему ученику Ли Хунчжану (1823—1901) вернуть часть Сянской армии обратно в Аньхой, на родину Ли, для военной службы и организовать независимые силы под командованием Ли Хунчжана. Их общая численность составляла 25 000 солдат, включая некоторых сдавшихся тайпинов в Аньцине. Ли Хунчжан объединил эти силы в одну армию, и после трёх месяцев обучения они дали своё первое сражение — битву при Шанхае (1861 г.).
Ли Хунчжан командовал Хуайской армией, которая была частью новой серии региональных армий, известных как Юн Ин, введённых в Китай после восстания няньцзюней. В отличие от Маньчжурской восьмизнамённой армии или армии зелёного знамени, офицеры в этих региональных армиях не менялись; они выбирали солдат под своё командование и устанавливали с ними патерналистские отношения. Эти армии были оснащены современным вооружением.

## История
Офицеры Хуайской армии, такие как Ча Лянь-пяо (Чжа Ляньбяо), также изучали западные военные учения за границей, в Германии.
Генерал Чжоу Шэнчуань (? — 1884) был тун-лином/тонглином (командиром) одного из лучших подразделений армии Аньхой в провинции Чжили. Он призвал Ли Хунчжана закупить современное иностранное оружие. Патернализм Хуайской армии и отношения между солдатами и офицерами высоко оценил генерал Чжоу, который также практиковал кумовство в своём подразделении.
Западные военные учения были проведены Чжоу, и офицерам было предложено принять в них участие. За хорошую и плохую стрельбу применялись награды и наказания соответственно с выдачей «знаков заслуг» и денег.
Чжоу чрезвычайно интересовался современными технологиями, такими как медицина, телеграф и железные дороги, критикуя британского советника Чарльза Гордона за то, что он не рассматривал возможность их широкого использования в войне. Немецкие офицеры-инструкторы Ли Хунчжана подверглись критике со стороны Чжоу за незнание стрельбы лёжа и боевых действий в ночное время. Жители Запада и японцы хвалили его войска, и их считали «первосортными». Чжоу сказал, что через два десятилетия в отряде воцарился «сумеречный воздух», и его эффективность снизилась.
Унтер-офицеры Хуайской армии прошли «специальную подготовку».
Ли Хунчжан дал высокопоставленные офицерские звания в Армии Зелёного Стандарта в провинции Чжили офицерам Аньхойской армии.
Подразделения Хуайской армии служили против французов в Тонкине и Формозе во время китайско-французской войны. Хотя они иногда одерживали победу, они проиграли большую часть сражений, в которых участвовали.
Войска Хуайской армии были размещены правительством в различных провинциях по всему Китаю, таких как Чжили, Шаньси, Хубэй, Цзянсу и Шэньси, всего около 45 000 человек. Они также участвовали в Первой китайско-японской войне.
Руководство генералом Лю Минчуанем Хуайской армией позволило китайцам противостоять французским войскам в бою на Тайване.
Когда французы попытались захватить тайваньские форты Килунг и атаковать возле Тамсуи, они были отброшены солдатами Аньхэя под командованием генерала Лю.
Большинство офицеров Хуайской армии не имели официальных степеней и званий, поскольку после модернизации китайской армии на военную службу стали поступать больше простых людей, чем учёных.

## Офицеры

### Основные лидеры
- Ли Хунчжан (李鴻章; 1823—1901)
- Лю Бинчжан (刘秉璋; 1826—1905)
- Чэн Сюэчи (程學啟, 1829—1864)
- Лю Минчуань (劉銘傳; 1836—1896)
- Го Сунлинь (郭松林; 1833—1880)

### Второстепенные лидеры
- Юань Шикай (袁世凯; 1859—1916)
- Чжан Шушэн (張樹聲; 1824—1884)
- Чжан Шушан (張樹珊; ? — 1867)
- Пан Динсинь (潘鼎新, 1828—1888)